# 倉見慶子
倉見 慶子（くらみ けいこ、1979年2月2日 - ）は、ライムライト所属のフリーアナウンサー。元長野放送アナウンサー。身長158cm。

## 人物
神奈川県立鶴見高等学校を経て津田塾大学卒業後、外資系証券会社、出版社でそれぞれ短期間勤務。2002年、CS系衛星テレビ局のアナウンサーとなり、この前後から東京アナウンスセミナーへ通い、翌年、長野放送に入社。
長野放送では7年間勤務したが、担当していた『土曜はこれダネッ!』2010年3月27日放送分をもって退社。関東へ戻り、翌週から、ライムライトに所属する。
フリー転身後は『Bizスポ』リポーター（NHK総合テレビ）を務めた後、2012年4月からは『お元気ですか日本列島』を担当。それと並行して2012年4月から2014年3月まで『NHK BSニュース』・『BS列島ニュース』キャスターを担当した。
2014年4月より『スーパーJチャンネル』（テレビ朝日）のリポーターを務めている。

## 現在の担当番組
- スーパーJチャンネル（テレビ朝日、2014年4月 - ）

## 過去の担当番組
スカパー!757ch ビジネスブレークスルーチャンネル
- ビジネス基礎講座『実践!コーチング入門』

長野放送
- 土曜はこれダネッ!
- NBS月曜スペシャル

NHK
- Bizスポ - リポーター（2010年4月 - 2012年3月）
- お元気ですか日本列島（2012年4月 - 2013年3月）
- NHK BSニュース（NHK BS1、2012年4月2日 - 2014年3月31日）
- BS列島ニュース（NHK BS1、2012年4月2日 - 2014年3月31日）